# Листопад 2006
Листопад 2006 — одинадцятий місяць 2006 року, що розпочався у середу 1 листопада та закінчився у четвер 30 листопада.

## Події
- 5 листопада — Саддам Хусейн засуджений до смертної кари через повішення за злочини проти людства.
- 17 листопада — в Угорщині помер відомий футболіст Ференц Пушкаш.
- 18 листопада — Том Круз і Кеті Холмс одружилися в замку під Римом. Круз і Холмс зіграли саєнтологічне весілля в італійському замку.
- 22 листопада — парламентські вибори в Нідерландах.
- 28-29 листопада — Саміт НАТО у Ризі.